# Tranh chấp chủ quyền Pedra Branca

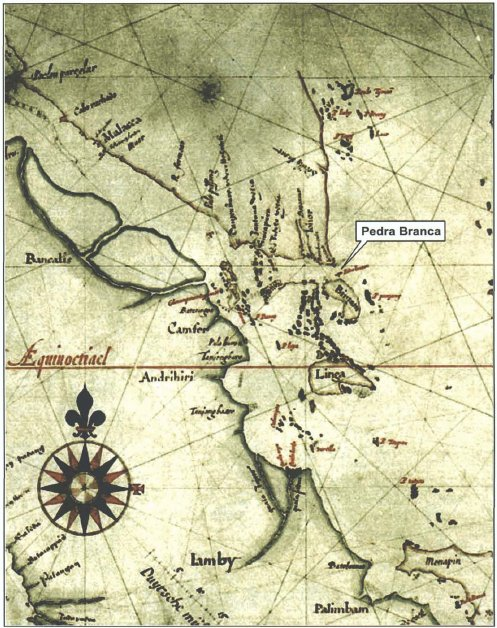
Chi tiết về bản đồ năm 1620 "Bản đồ Sumatra" của Hessel Gerritz, một người vẽ bản đồ cho Dịch vụ Thủy văn của Công ty Đông Ấn Hà Lan. Vị trí của hòn đảo "Pedrablanca" (Pedra Branca) được đánh dấu.

Tranh chấp Pedra Branca ICJ 2 là một cuộc tranh chấp lãnh thổ giữa Singapore và Malaysia đối với một số đảo nhỏ ở lối vào phía đông của eo biển Singapore, đó là Pedra Branca (trước đây gọi là Pulau Batu Puteh và Batu Puteh của Malaysia), Middle Rocks và South Ledge. Cuộc tranh chấp bắt đầu vào năm 1979 và phần lớn được giải quyết bởi Tòa án Công lý Quốc tế (ICJ) vào năm 2008, trong đó cho rằng Pedra Branca thuộc Singapore và Middle Rocks thuộc về Malaysia.
Vào đầu năm 1980, Singapore đã phản đối chính thức với Malaysia để phản hồi bản đồ do Malaysia xuất bản năm 1979, tuyên bố Pedra Branca. Năm 1989 Singapore đã đề xuất đưa tranh chấp lên ICJ. Malaysia đã đồng ý với điều này vào năm 1994. Năm 1993, Singapore cũng tuyên bố các hòn đảo gần đó là Middle Rocks và South Ledge. Năm 1998, hai nước đã nhất trí về văn bản của một Hiệp định đặc biệt cần thiết để đưa tranh chấp lên ICJ. Thông báo lên Tòa án vào tháng 7 năm 2003. Hiệp định Đặc biệt được ký vào tháng 2 năm 2003, và ICJ chính thức thông báo Hiệp định vào tháng 7 năm đó. Cuộc điều trần trước ICJ đã được tổ chức trong ba tuần vào tháng 11 năm 2007 dưới tên Chủ quyền đối với Pedra Branca / Pulau Batu Puteh, Middle Rocks và South Ledge (Malaysia v. Singapore).
Singapore lập luận rằng Pedra Branca là terra nullius, và rằng không có bằng chứng nào cho thấy hòn đảo này đã từng thuộc chủ quyền của Vương quốc Hồi giáo Johor. Trong trường hợp Toà án đã không chấp nhận lập luận này, Singapore cho rằng chủ quyền trên hòn đảo này đã được chuyển sang Singapore do việc Singapore và nhà nước tiền nhiệm của nó là Vương quốc Anh đã thực hiện việc thống nhất quyền lực trên hòn đảo. Các hành động bao gồm chọn Pedra Branca làm địa điểm Ngọn hải đăng Horsburgh và tiến hành xây dựng ngọn hải đăng, yêu cầu các quan chức Malaysia muốn thăm đảo để xin giấy phép, lắp đặt một trạm phát sóng quân sự trên đảo, và nghiên cứu khả năng khai hoang đất đai quanh đảo. Malaysia đã giữ im lặng trước những hoạt động này. Ngoài ra, nó đã xác nhận trong một lá thư năm 1953 rằng Johor đã không yêu cầu quyền sở hữu hòn đảo, và đã công bố các báo cáo cũng như bản đồ chính thức cho thấy nó coi Pedra Branca là lãnh thổ của Singapore. Middle Rocks và South Ledge nên được coi là sự phụ thuộc của Pedra Branca.
Trường hợp của Malaysia là Johor có tiêu đề ban đầu là Pedra Branca, Middle Rocks và South Ledge. Johor đã không chuyển nhượng Pedra Branca cho Anh Quốc, nhưng chỉ đơn thuần cho phép cho việc xây dựng và duy trì ngọn hải đăng trên nó. Các hành động của Vương quốc Anh và Singapore đối với ngọn hải đăng Horsburgh và vùng biển xung quanh hòn đảo không phải là hành động của chủ quyền của hòn đảo. Hơn nữa, lá thư năm 1953 đã bị cho phép và các báo cáo chính thức và bản đồ đã ban hành là không liên quan hoặc không kết luận.
Vào ngày 23 tháng 5 năm 2008, Toà án phán quyết rằng Pedra Branca thuộc chủ quyền của Singapore, trong khi Trung Rocks thuộc Malaysia. Đối với South Ledge, Toà án lưu ý rằng nó nằm trong vùng lãnh thổ rõ ràng chồng chéo nhau tạo ra bởi đất liền Malaysia, Pedra Branca và Middle Rocks. Vì nó là một thực thể hàng hải chỉ nhìn thấy khi thủy triều xuống, nó thuộc về nhà nước ở vùng lãnh hải của nó. Malaysia và Singapore đã thiết lập cái mà họ đặt tên là Uỷ ban kỹ thuật chung để phân định giới hạn hàng hải trong khu vực xung quanh Pedra Branca và Middle Rocks, và để xác định quyền sở hữu của South Ledge.

## Tranh chấp
Pedra Branca là một hòn đảo đá nhô granit có cự ly 25 hải lý (46 km; 29 mi) về phía đông Singapore và 7,7 hải lý (14,3 km; 8,9 mi) về phía nam Johor, Malaysia, nơi eo biển Singapore giáp Biển Đông. Có hai thực thể hàng hải gần đảo: Middle Rocks, 0,6 hải lý (1,1 km; 0,69 mi) về phía nam Pedra Branca, có hai chùm đá nổi nhỏ cách nhau khoảng 250 mét (820 ft); và South Ledge, 2,2 hải lý (4,1 km; 2,5 mi) về phía nam tây nam Pedra Branca, chỉ nhìn thấy khi thủy triều xuống.
Singapore đã quản lý Pedra Branca vì ngọn hải đăng Horsburgh được xây dựng trên hòn đảo này bởi nhà nước tiền nhiệm của nó là Vương quốc Anh, từ năm 1850 đến năm 1851. Singapore đã được Sultan Hussein Shah và Temenggung Abdul Rahman Sri Maharajah của Johor thuê cho Công ty Đông Ấn của Anh dưới một Hiệp ước hữu nghị và Liên minh ngày 2/8/1824 (Hiệp ước Crawfurd), và trở thành một phần của Các khu định cư Eo biển vào năm 1826. Vào thời điểm khi ngọn hải đăng trên hòn đảo được xây dựng, Các khu định cư Eo biển nằm dưới quyền cai trị của Anh thông qua Chính phủ Ấn Độ.
Vào ngày 21 tháng 12 năm 1979, Giám đốc Bản đồ Quốc gia của Malaysia xuất bản bản đồ có tên Vùng lãnh hải và ranh giới thềm lục địa của Malaysia cho thấy Pedra Branca nằm trong lãnh hải của mình. Singapore đã bác bỏ "tuyên bố" này trong một văn bản ngoại giao ngày 14 tháng 2 năm 1980 và yêu cầu sửa bản đồ. Vào cuối những năm 1980, Bộ trưởng Tư pháp Singapore Tan Boon Teik đã được Thủ tướng Singapore Lý Quang Diệu gửi đi để tiết lộ bằng chứng tài liệu mà Singapore đã gửi cho Tổng Chưởng lý Malaysia, để chứng minh sức mạnh của vụ kiện ở Singapore. Tuy nhiên, tranh chấp không được giải quyết bằng cách trao đổi thư từ và các cuộc hội đàm liên chính phủ vào năm 1993 và 1994. Trong vòng đàm phán đầu tiên vào tháng 2 năm 1993, vấn đề chủ quyền đối với Middle Rocks và South Ledge cũng được nêu ra. Malaysia và Singapore đã đồng ý đưa tranh chấp lên Tòa án Công lý Quốc tế (ICJ).